# Dipartimento di Maghama
Il dipartimento di Maghama è un dipartimento (moughataa) della regione di Gorgol in Mauritania con capoluogo Maghama.
Il dipartimento comprende 8 comuni:
- Maghama
- Daw
- Dolol Civé
- Beilouguet Litame
- Vréa Litama
- Toulel
- Sangué
- Wali Djantang